# British Commercial Bank
La British Commercial Bank est l'ancienne banque de l'agence de presse britannique Reuters au début du XXe siècle, fondée en 1912 et qui disparut à la fin de la Première Guerre mondiale.

## Histoire
Au début du XXe siècle, la rentabilité des <agences de presse est dopée par la croissance du marché des médias, d'autant que leurs clients de la presse quotidienne profitent du boom de la publicité. Reuters voit ainsi ses réserves financières tripler en à peine une décennie, passant de 30 000 à 100 000 ₤ entre 1900 et 1910.
En 1906, Reuters envoie son représentant Henry Collins au Canada, pour reprendre les clients de la Canadian Associated Press ou éventuellement s'entendre avec elle, tout en étudiant le projet de création d'une banque pour Reuters. En 1912, Herbert de Reuter décide de créer la "Reuters Bank", qui doit l'aider à créer ensuite un département "publicité" financière, sur le modèle de celui qui assure les fins de mois de sa rivale Havas. 
Cette banque fonctionne d'abord très bien. Elle est transformée en 1913 en "British Commercial Bank", au capital de 500 000 ₤, payable en actions de 10 ₤ ou en actions Reuters. Un placement qui attire rapidement le public. Les administrateurs sont les mêmes que ceux de Reuters. Parmi eux, John Buchan, un ami de Sir Roderick Jones. Le président est Mark F. Napier, qui est lui un ami proche de Lord Glenconner, le président de l'Union Bank of Scotland.
Mais les courtiers de la Bourse de Londres se battent contre le projet de Reuters de créer une agence de publicité financière. Au même moment, au début de la Première Guerre mondiale, les actifs de la banque à l'étranger sont gelés, ce qui aboutit à aspirer la trésorerie de l'agence de presse, pour maintenir la banque en fonctionnement, puis à la mise en difficulté du groupe tout entier, d'autant que ce dernier souffre aussi dans son activité traditionnelle: les codes télégraphiques ont été modifiés par le gouvernement, en raison de la Première Guerre mondiale. Peu après, Herbert de Reuter se suicide, le 18 avril 1915. Sir Roderick Jones lui succède. 
En 1916, grâce à un prêt de 55 000 ₤, garanti par le gouvernement et procuré par le beau-frère du premier ministre Herbert Asquith, avec l'aide de Mark F. Napier et deux autres investisseurs, il peut faire une offre publique d'achat sur Reuters au prix de 11 ₤ l'action, supérieur au prix de 10 ₤ proposé par Godfrey Isaacs pour le groupe Marconi. Le Foreign Office acquiert alors une golden share, dont l'objet est défini par une lettre du 16 décembre 1916 à Mark F. Napier, nouveau président de Reuters, qui explique que le gouvernement interviendra, via cette golden share, contre toute politique de l'entreprise qui serait « contraire au politiques publiques », par exemple la « diffusion de nouvelles portant préjudice à l'intérêt national ».